# You're the one (una historia de entonces)
You're the one (una historia de entonces) é um filme de drama espanhol de 2000 dirigido e escrito por José Luis Garci. Foi selecionado como representante da Espanha à edição do Oscar 2001, organizada pela Academia de Artes e Ciências Cinematográficas.

## Elenco
- Lydia Bosch - Julia
- Julia Gutiérrez Caba - tía Gala
- Juan Diego - don Matías
- Ana Fernández - Pilara
- Manuel Lozano - Juanito
- Iñaki Miramón - Orfeo
- Fernando Guillén - pai de Julia
- Marisa de Leza - mãe de Julia
- Carlos Hipólito - Fidel